# 腰岳

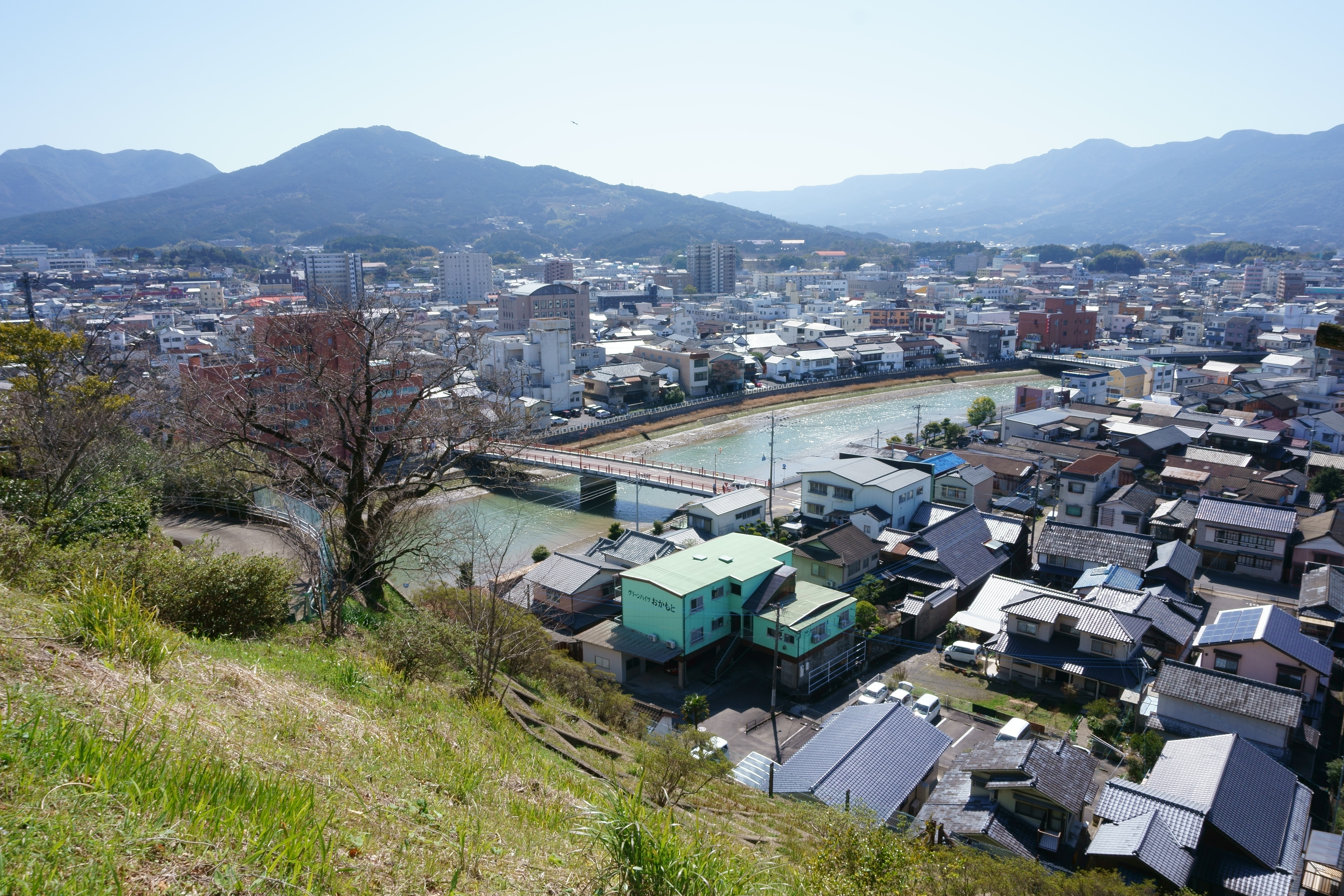
伊万里市街と腰岳

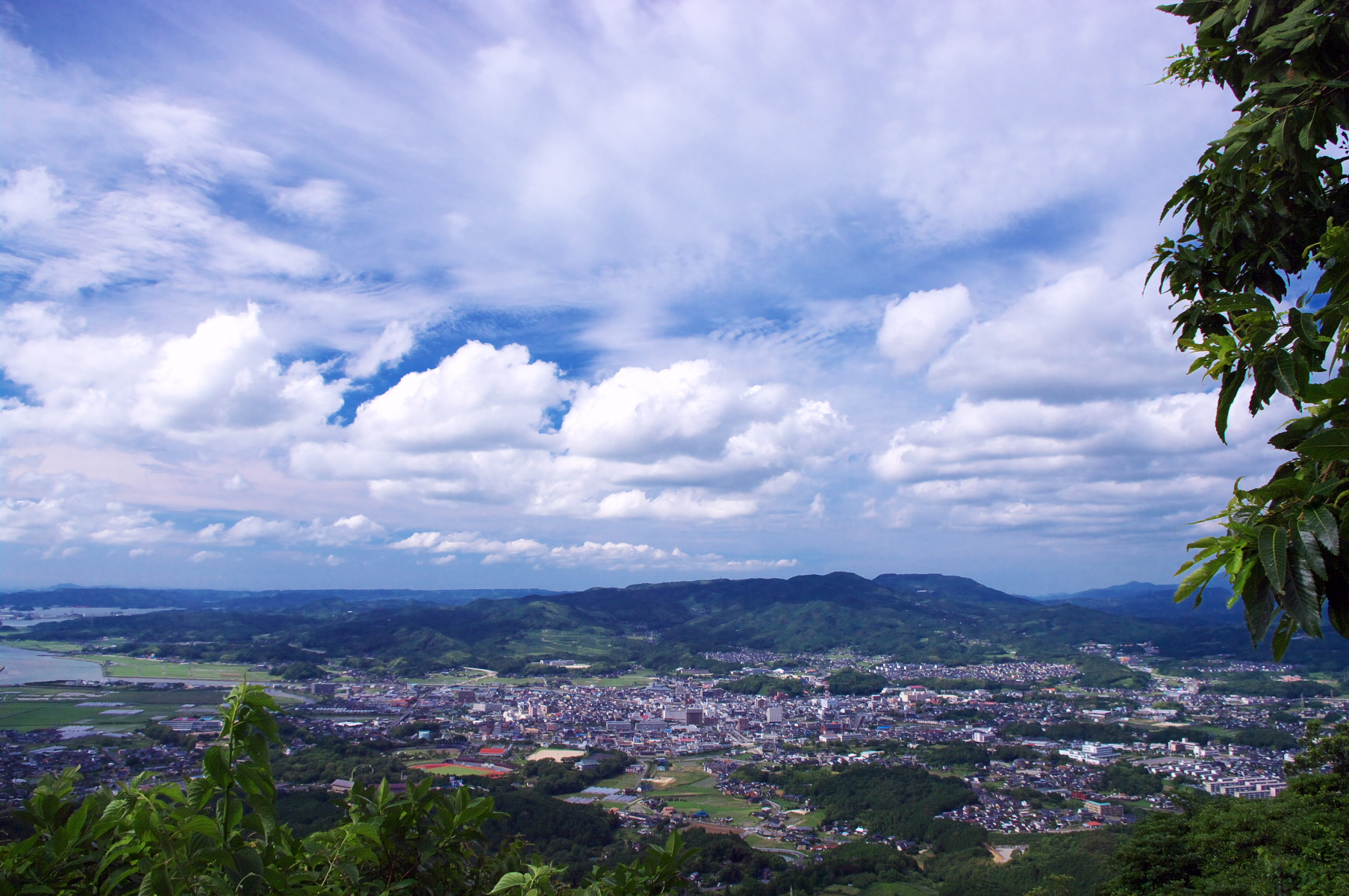
腰岳より伊万里市街を望む

腰岳（こしだけ）は北松浦半島、佐賀県伊万里市の南部にある標高487.7メートルの山。俗に「烏ん枕（からすんまくら）」と呼ばれるガラス質の黒曜石を産する。腰岳産黒曜石の石器は九州内外の先史時代遺跡で発見されている。

## 概要
黒髪山系の北西に位置し、南に越ノ峠を挟んで同じ黒髪の牧ノ山、西に有田川に沿う緩やかな谷、東に伊万里川、北に伊万里湾沿いの低地が広がる。山頂の眺めは良く、北東に伊万里市街、北西に細長く伸びる伊万里湾、西に国見山などを望む。
北の伊万里湾側から望む腰岳は円錐形を成している。北側中腹の標高300m付近には緩斜面に50ha程の草原があり、俗に「千畳敷」と呼ばれる。
上部は流紋岩に覆われ、その底部は流紋岩質マグマが急冷により変質した黒曜石であり、山腹に露出している。地元ではかつてこの石を「烏ん枕（からすんまくら、からすのまくら）」と呼んだ。黒曜石の破片は道路や田畑にも散在し、西麓の古子地区では、怪我を防ぐため農耕の際には厚い履物を付け、牛馬にも草鞋を履かせたという。
また山頂部の流紋岩の岩肌は空模様により見え方が変わり、白く見えるときはお天気が続き、灰色になる（黒くなる）と雨になると伝わる。
山麓部では、水利の良いところ棚田が拓かれ、ミカン栽培の果樹園も点在、その他竹林などが広がっているが、休耕地が増えつつある。標高約200m以上は広葉樹と針葉樹の混合林。

## 地質
腰岳の地質構造は以下の通り。基盤に杵島層群（古第三紀層）の畑津砂岩層、山体西部ではその上に畑津頁岩層がある。その基盤の上、標高350m付近から上に厚さ数十mの西岳玄武岩類があり、標高400 - 420m付近から上に厚さ60 - 70mの有田流紋岩類があって山頂まで覆われている。
西岳玄武岩類は約1,000万年 - 700万年前に噴出、有田流紋岩類は約280 - 230万年前に（腰岳や黒岳付近では）溶岩流として噴出したと考えられる。両層の接する付近は、岩滓状の玄武岩の上に薄い赤色凝灰岩の層を挟み、無斑晶で黒曜石質の流紋岩が覆う。
黒曜石質を呈するのは有田流紋岩のうち底部10mほど。特にその底部8mほどからは、石器材料に適した無斑晶の黒曜石を産出する。
腰岳の有田流紋岩類は、鱗珪石や黒雲母の有色部分とアルカリ長石や晶子の無色部分の混交による縞模様の流理がよく発達している。西岳玄武岩類は、山腹に普通輝石カンラン石玄武岩として見ることができる。
なお黒曜石は、同じく第四紀前期の流紋岩が分布する針尾島（長崎県佐世保市）などでも産出する。
山容が円錐形のため成層火山と勘違いされる場合もあるが誤りで、火山岩を含む地層が差別侵食により残された地形の高まりと考えられる。

## 歴史
その山容から、「松浦富士」あるいは「伊万里富士」ともいう（参考：郷土富士）。古くは「越山嶽」「子思岳」とも書いた。
千畳敷の近くには、日蓮宗の題目塔がある。また山頂東側には弁財天が祀られており、信仰の名残りを示している。
伊万里市二里町福母の広厳寺は、もともと腰岳西麓の古子集落に所在したと伝えられ、寺跡の近くには「寺屋敷」「忠兵衛屋敷」と呼ばれる場所が残る。古く東山代町川内野にあり松浦党と縁の深かった総持寺（現山ン寺遺跡）が、1592年（文禄元年）豊臣秀吉の命で焼き討ちに遭ったため、1624年（寛永元年）有田丹後守盛を開基として古子の地で「腰岳総持寺」として再建したものという。2代住職の代に大里丹花に移転したが、1795年（寛政7年）火災に遭い、さらに福母の現在地に移転した。
1880年（明治13年）春には、有田・伊万里の小作農民が腰岳の千畳敷に結集し旗や槍をかざして県に条件改善を求める小作争議が発生した。農民は原野で炊き出しを行いながら暫くの間決起を続けたが、警官の機転により市街の円通寺付近まで誘導され、多くが逮捕され、その後一部は裁判に移行するなどしたが騒動は沈静化していった。

## 考古学上の特筆点

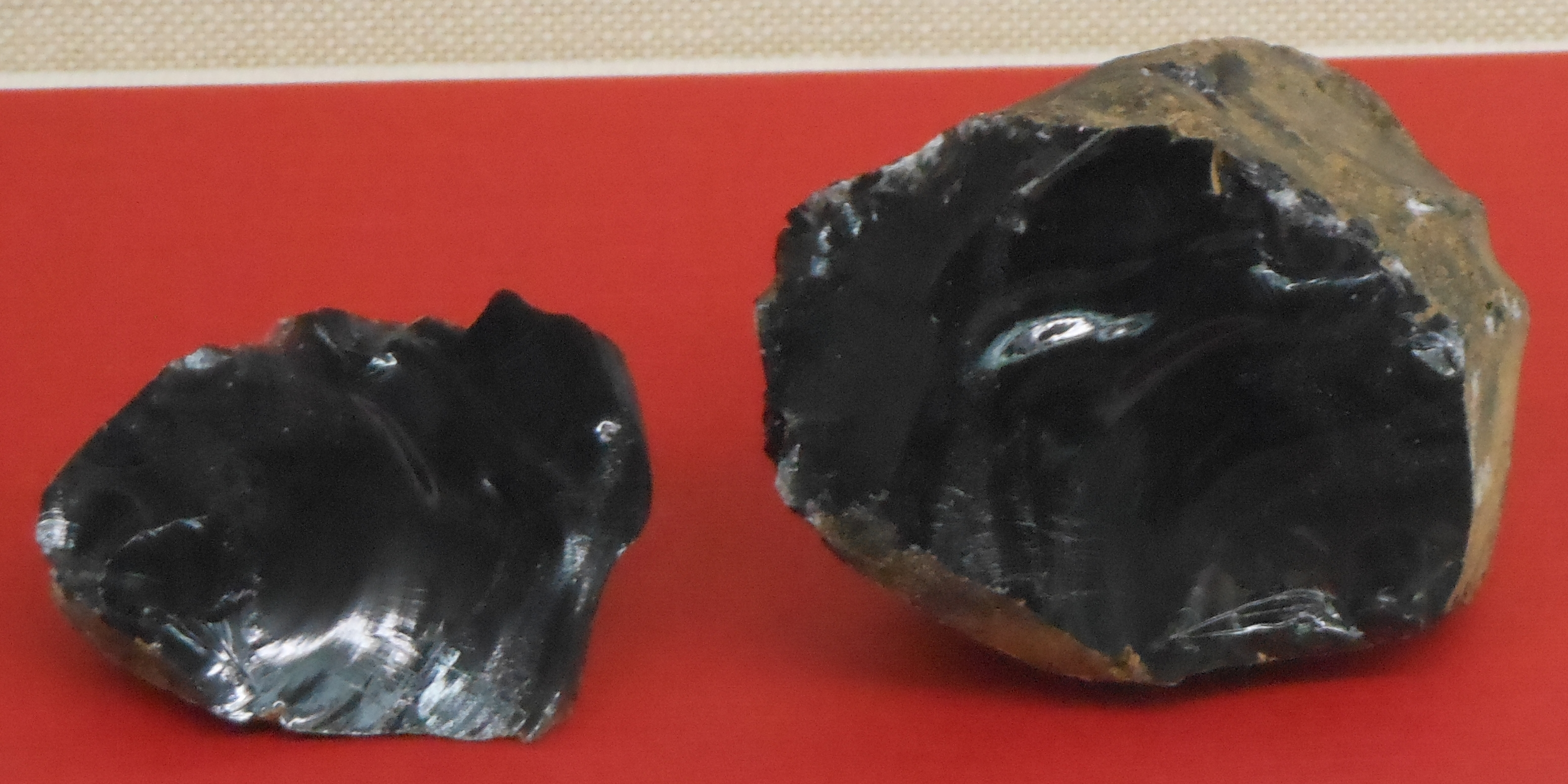
腰岳産の黒曜石

石器材料である黒曜石の産地は限られているが、組成分析で腰岳産と同定される黒曜石製の石刃などの石器や原石は、九州全域の先史遺跡に分布しており、沖縄本島や朝鮮半島の遺跡でも発見され、遠くまで運搬され利用されていた。
また、腰岳山麓や周辺地域にも旧石器時代 - 縄文時代の遺跡が多く見つかっており、同様に黒曜石製遺物が出土する。
北側の低地には平沢良遺跡、北麓の標高約100m付近には鈴桶遺跡があり、ともに1960年代に発掘調査が行われた。北麓には他にもいくつかの遺跡があり、旧石器時代後期から縄文時代晩期にかけての黒曜石の石刃や石刃核が大量に出土している。のち、開発に伴い標高200 - 300m付近でも小木原遺跡（旧石器時代後期）などが発見され、2014年の調査では標高400m以上の山頂部でも複数の遺跡が発見されるに至っている。
黒曜石は標高400m付近の地層のみならず、崩落や浸食に伴って山麓の崖錐堆積物や河原の転石となって分布し、広い範囲で採集できる。特に山の北から北西の斜面では、土中に人の頭から拳ほどの大きな塊で見つかる例もある。また、旧石器時代の海退期には、下流域の伊万里湾にも黒曜石が堆積し当時の人々の採集地となっていたのではないかといわれている。
なお、腰岳の河川下流域ではない北松浦半島や佐世保市、大村湾北岸付近でも、海成段丘中の礫層や海岸の礫の中に腰岳系の黒曜石が混じる例があり、現在と異なる地形であった更新世頃に運搬されたと考えられる。
また小規模ながら、有田流紋岩類が分布する伊万里市南部から有田町および武雄市西部にかけての地域でも黒曜石を産出する。

## 周辺
北側中腹には厳律シトー会系修道院の「トラピスチヌ修道院」が所在する。同じく中腹には桜並木があり、伊万里市内の桜の名所となっている。
北麓の台地上にはホテルの「フォレストイン伊万里」がある。これは1983年（昭和58年）に「佐賀厚生年金休暇センター」として開業したもので、厚生年金福祉施設の見直しに伴い売却され、2009年に再オープンした。
西麓、古子地区の寺（法寿庵）跡には「古子の滝ふじ」と呼ばれる藤の古木がある。300年ほど前に地元の庄屋が植えたとされる。永く松の木にもたれていたが、松が倒れてしまったため、地元の有志が8m×10mの藤棚を建て保存に努めたという。幹回り約1m、樹高約25m。例年4月下旬から5月上旬に見ごろとなる。